# I氏賞
I氏賞（あいししょう）は、岡山県が主催する現代美術の分野における芸術賞である。
若手作家の育成と支援を目的とし、県ゆかりの作家の活動を奨励することを目的として、2009年（平成21年）に創設された。

## 概要
I氏賞は、岡山県高梁市（旧成羽町）出身で京セラ元社長の伊藤謙介氏からの寄附金を基に、岡山県が設置した「岡山県新進美術家育成支援基金」により運営されている。
この賞は、岡山県にゆかりのある若手美術家に対して賞を贈呈し、発表の場を提供することで、創作活動を支援し、次代を担う美術家の育成を図ることを目的としている。

## 選考と授賞
選考は、岡山県にゆかりのある若手美術家を対象に行われる。候補者の作品は、岡山県天神山文化プラザで開催される「I氏賞選考作品展」に出品され、その中から選考委員会によって「大賞」および「奨励賞」が決定される。受賞者には、賞状および賞金が贈られ、岡山県立美術館での展覧会に出品する機会が提供される。 

## 展覧会
受賞者による展示は「I氏賞受賞作家展」として、岡山県立美術館で開催される。展覧会は、一般来場者が若手美術家の創作を直接鑑賞できる貴重な機会として、岡山県の文化事業の中でも重要な位置を占める。